# Heriberto Cavazos Pérez
Heriberto Cavazos Pérez (* 1. Dezember 1948 in Zaragoza de Allende, Nuevo León, Mexiko) ist ein mexikanischer römisch-katholischer Geistlicher und emeritierter Weihbischof in Monterrey.

## Leben
Heriberto Cavazos Pérez empfing am 17. Januar 1976 das Sakrament der Priesterweihe für das Erzbistum Monterrey.
Am 31. Oktober 2016 ernannte ihn Papst Franziskus zum Titularbischof von Narona und zum Weihbischof in Monterrey. Der Erzbischof von Monterrey, Rogelio Cabrera López, spendete ihm am 11. Januar des folgenden Jahres die Bischofsweihe. Mitkonsekratoren waren der Erzbischof von Guadalajara, Francisco Kardinal Robles Ortega, der Apostolische Nuntius in Mexiko, Erzbischof Franco Coppola, der Bischof von San Juan de los Lagos, Jorge Alberto Cavazos Arizpe, und Weihbischof Alfonso Gerardo Miranda Guardiola aus Monterrey.
Am 19. Dezember 2023 nahm Papst Franziskus seinen altersbedingten Rücktritt an.